# Джони Капахала: Отново на борда
„Джони Капахала: Отново на борда“ или „Джони Капахала: Завръщане на Хаваите“ (на английски: Johnny Kapahala: Back on Board) е американски филм от 2007 г., продуциран от Тобин Маклейн.

## Сюжет
Внимание:  Текстът по-долу разкрива сюжета на произведението (или части от него)!
Джони „Поно“ Капахала, който е вече тийнейджър, се завръща в Оаху, Хавай за сватбата на своя дядо – местната сърф легенда Джони Цунами – и за да яхне някоя друга вълна. Веднага след пристигането си той се среща със стария си приятел Сам, който се премества в Хавай от Исландия. Джони се запознава с годеницата на дядо си – Карла – и с изненада научава, че има чичо. Още по-смайващото е, че „чичо“ му всъщност е 12-годишният Крис. Покрай предстоящата подготовка всички са много заети и Джони е помолен да наглежда Крис и да го пази от неприятности. Крис изобщо не харесва новия си дом и новото си семейство. Въпреки това Джони прави опити да се сприятели с него. Единственото желание на Крис е да бъде приет в местния отбор по дърт борд – „Черните дяволи“. За да стане такъв, той трябва да се докаже, като направи нещо опасно и налудничаво. Научавайки за намеренията му, Джони се опитва да го спре, но Крис успява да го надхитри. Първият му опит да се докаже завършва още преди да е започнал, с идването на полицията, а недоволството му спрямо Джони расте.

## Актьорски състав
- Брендън Бейкър – Джони „Поно“ Капахала
- Джейк Т. Остин – Кристофър „Крис“
- Кари-Хироюки Тагава – Дядо Джони „Цунами“ Капахала
- Робин Лайвли – Карла
- Мери Пейдж Келър – Мелани Капахала
- Юджи Окумото – Пийт Капахала
- Джонатан Макданиел – Сам Стърлинг
- Андрю Джеймс Алън – Джаред
- Роуз Макайвър – Валъри „Вал“
- Фил Браун – Трой
- Томас Нюман – Бо

## „Джони Капахала: Отново на борда“ в България
Филмът се излъчва за първи път на 19 юни 2010 г. по Disney Channel. Дублажът е на студио Медиа Линк. Екипът се състои от:
| Пост                | Име                                                               |
| ------------------- | ----------------------------------------------------------------- |
| Преводач            | Вергиния Георгиева                                                |
| Режисьор на дублажа | Михаела Минева                                                    |
| Тонрежисьор         | Павел Васев                                                       |
| Озвучаващи артисти  | Елена Русалиева Станислав Димитров Александър Воронов Васил Бинев |

Филмът се излъчва повторно на 8 август 2010 г. по bTV с български дублаж за телевизията. Екипът се състои от:
| Пост                | Име                                                                             |
| ------------------- | ------------------------------------------------------------------------------- |
| Преводач            | Кристин Балчева                                                                 |
| Режисьор на дублажа | Чавдар Монов                                                                    |
| Тонрежисьор         | Стефан Македонски                                                               |
| Озвучаващи артисти  | Ася Рачева Лина Златева Константин Каракостов Константин Лунгов Пламен Манасиев |